# Platja de s'Abanell
La platja de s'Abanell és una platja semi-urbana del municipi de Blanes (Selva) que s'estén des de la desembocadura del riu Tordera, al límit amb el terme municipal de Malgrat de Mar (Maresme), fins a la penya de sa Palomera, on limita amb la Platja de Blanes, i que marca l'inici de la Costa Brava. Malgrat que geogràficament parlant la platja està a la comarca de la Selva i província de Girona, es considera que encara no forma part de la Costa Brava, sinó que per les seves característiques es troba a la Costa del Maresme. És la platja més llarga i turística de Blanes. Orientada a l'est-sud-est, té una longitud de 2.406 m i una amplada mitjana de 21 m, formada per sorres mitjanes i gruixudes. El pendent d'entrada a l'aigua és molt fort i els fons marí de sorra. Disposa de dutxes, aparcament, lloc de socorrisme i primers auxilis, diverses guinguetes i lloguer de gandules i para-sols. També hi ha llocs que ofereixen patins de pedals, caiacs, embarcacions de vela lleugera, parasailing i creuers turístics.
La major part de la platja està flanquejada pel passeig marítim, anomenat passeig de s'Abanell, fins a la zona de campings, on el passeig acaba amb un escull de pedres artificials, que en època de llevantades la platja queda dividida en dos per aquest escull.
L'Agència Catalana de l'Aigua efectua un control setmanal de la qualitat de l'aigua, durant la temporada de bany, amb el resultat d'excel·lent.
Està guardonada amb la Bandera Blava, que reconeix internacionalment la qualitat de l'aigua i serveis.